# 1985 v letectví
Tento článek obsahuje seznam událostí souvisejících s letectvím, které proběhly roku 1985.

## Události

### Červen
- 23. června – V Boeingu 747 nad Atlantským oceánem explodovala bomba v nákladovém prostoru letadla na přídi. Jde o jednu z největších katastrof společnosti Air India, při které zahynulo 329 cestujících. Více v článku Let Air India 182.

### Srpen
- 12. srpna – Let Japan Airlines číslo 123, Boeing 747, z Tokia do Ósaky naráží do hory Takamagahara – v troskách umírá 520 z 524 lidí na palubě. Jde o největší katastrofu jednoho letadla v historii.

### Září
- 28. září – v závodě o Pohár Gordona Bennetta zvítězili Rakušané Josef Starkbaum a Gert Scholz

## První lety

### Únor
- 3. února – Atlas Alpha XH-1
- 12. února – Valmet L-90 Redigo, prototyp OH-VBB

### Březen
- 11. března – ARV Super 2

### Červenec
- 29. července – Kawasaki T-4

### Srpen
- 30. srpna – Bell D-292

### Říjen
- 15. října – Fairchild Republic T-46

### Prosinec
- 28. prosince – Fokker 50